# Joel Mogorosi
Joel Otlogetswe Mogorosi (Kanye, 2 agosto 1984) è un ex calciatore botswano, di ruolo centrocampista.